# Третьяков, Александр Юрьевич
Алекса́ндр Ю́рьевич Третьяко́в (укр. Олександр Юрійович Третьяков; род. 20 марта 1970, Киев) — украинский политический и государственный деятель, депутат Верховной рады Украины IV, V, VI, VIII созывов. 
Председатель комитета Верховной рады по делам ветеранов, участников боевых действий, участников антитеррористической операции и людей с инвалидностью (с конца 2014 года). С июня 2015 года по 29 августа 2019 года — заместитель главы парламентской фракции политической партии «Блок Петра Порошенко».

## Ранние годы
Родился 20 марта 1970 года в Киеве. Учился в средней школе № 102, в старших классах — в средней школе № 135. Высшее образование получил в Киевском высшем инженерном радиотехническом училище ПВО (1987—1992). С 1992 по 1994 год служил в Вооружённых силах Украины. Закончил службу в звании старшего лейтенанта.

## Предпринимательская карьера
Закончив службу в армии, занялся бизнесом. С 1995 по 2002 год был президентом фирмы АТЕК-95, одной из крупнейших нефтетрейдерных компаний Украины. В сферу предпринимательских интересов Третьякова также входили недвижимость и СМИ.
В 2006 году создал медиа-холдинг «Главред-медиа», включавший в себя информационное агентство УНИАН, журнал и сайт «Главред», журналы «Профиль», «Телесити», газеты «Новая», «Известия на Украине», сайт «Телекритика», телеканал «Сити». Бизнес-партнёром А. Третьякова по холдингу был один из крупнейших украинских бизнесменов, совладелец группы «Приват» Игорь Коломойский. Официально о создании холдинга стороны объявили в августе 2007 года. В начале 2010 года, после победы Виктора Януковича на президентских выборах, Третьяков продал все свои медиа-активы.
«Если говорить о сегодняшнем дне, то давления на мой бизнес просто не существует, потому что все свои активы я давно продал. Прекрасно понимаю, что оппозиционер, у которого есть свой бизнес, становится очень уязвимым, настоящей мишенью для административного давления. Это, кстати, одна из причин того, что я сосредоточился исключительно на политике. Сейчас мне нечего бояться, у меня совершенно развязаны руки» (из ответов на вопросы во время прямой линии в «КП в Украине» 29 августа 2012 года)
Весной 2018 года СМИ распространили информацию о том, что Третьяков обладает опционом на покупку компании Украинская национальная лотерея, являвшейся лидером на лотерейном рынке Украины. Британский бизнесмен, владелец «Украинской национальной лотереи» Майкл Джон Фогго опроверг эту информацию. «Перед покупкой компании я через своих адвокатов проверил эти сведения, и они оказались неправдой. УНЛ – абсолютно чистый и легальный бизнес, в иных случаях я просто отказываюсь от сделок, поскольку это огромный риск. Касательно какого-либо опциона на покупку доли в УНЛ, это тоже какая-то невероятная выдумка. Перед покупкой компании я заказывал аудит, как финансовый, так и юридический. Опытные юристы и финансисты изучили корпоративную историю и документы, возможные права третьих лиц или другие ограничения на переход собственности на компанию. Никаких опционов или других прав третьих лиц на долю в компании просто не существует и не может существовать», - подчеркнул британский бизнесмен. Официальный сайт УНЛ также опубликовал заявление, в котором отмечается: «Упоминание в контексте „Украинской национальной лотереи“ имен народных депутатов, в том числе Александра Третякова, является абсолютно беспочвенным и напоминает плохо срежисированную атаку в стиле „черного пиара“. Ни Александр Третяков, ни другие народные депутаты, или другие представители законодательной и исполнительной власти не связаны и не имеют отношения к нашей компании как в данное время, так в предыдущие периоды».

## Политическая карьера
В 2002 году начал активно заниматься политикой. Стал членом партии «Народный рух Украины» и избрался депутатом Верховной рады по списку «Народного руха Украины», входившего в предвыборный блок «Наша Украина».
Стал одним из доверенных лиц лидера оппозиции Виктора Ющенко, долгое время входил в ближайший круг будущего президента, а затем главы государства. Являлся одним из финансовых спонсоров блока «Наша Украина».
«Уже более 10 лет я активно участвую в политической жизни Украины. Довольно долгое время я строил и финансировал различные оппозиционные партии – «Народный рух», «Нашу Украину», «Народную самооборону», «Гражданскую позицию». Помогал людям в палаточном городке возле Печерского суда, когда судили Тимошенко, помогал «Поре», когда она стояла возле ЦИКа. В общем, я помогал всем тем, кого считаю представителями демократических сил. И никогда не боялся этого, а, наоборот, публично об этом заявлял, поскольку исправно подаю декларацию о доходах и имею полное право помогать политическим силам, направление действий которых созвучно с моими ценностями» (из интервью «КП в Украине» 13 августа 2012 года)
Летом 2004 года, когда сформировался предвыборный штаб кандидата в президенты Виктора Ющенко, Третьяков занял должность заместителя руководителя штаба, курировал организационные и финансовые вопросы. Во время «Оранжевой революции» входил в состав Комитета национального спасения. Во многих СМИ Третьяков упоминался как один из спонсоров «Оранжевой революции».
Осенью 2004 года после отравления Виктора Ющенко сопровождал его на лечение в Австрию. С сентября 2004 по январь 2005 года, до самой инаугурации, Ющенко со своей семьёй в целях безопасности жил в доме Третьякова.
После инаугурации Ющенко одним из первых своих указов 27 января 2005 года назначил Третьякова первым помощником — руководителем Кабинета президента Украины. Третьяков занимал эту должность по декабрь 2005 года, за это время проводил структурную реформу Секретариата президента.
В марте 2005 года стал одним из создателей партии «Наша Украина», активно занимался партийным строительством, курировал организационные, медийные, финансовые вопросы. Призывал к тому, чтобы на парламентские выборы 2006 года «оранжевая команда» Ющенко — Тимошенко шла единым списком.
В 2005—2006 гг. также являлся членом наблюдательных советов «Укрнафты», «Ощадбанка», «Укртелекома».
В сентябре 2005 года, во время политического кризиса на Украине, разразившегося после того, как бывший госсекретарь Украины Александр Зинченко публично обвинил ближайшее окружение Ющенко в коррупции, Третьяков обратился к президенту с просьбой на время расследования отстранить его от занимаемой должности. Зинченко обвинил Третьякова в том, что тот занимается перераспределением сфер влияния в СМИ и ограничивает президента в получении достоверной информации о текущих событиях. Тогда же Ющенко отправил в отставку премьер-министра Юлию Тимошенко и всё её правительство, а также секретаря СНБО Украины Петра Порошенко. В сентябре 2005 года президент упразднил должность первого помощника президента, о чём заявил, выступая с трибуны Верховной рады в день голосования по утверждению Юрия Еханурова на должность премьер-министра.
25 ноября 2005 года Печерский райсуд Киева удовлетворил требование экс-первого помощника президента Александра Третьякова относительно опровержения недостоверной информации, распространенной Александром Зинченко на пресс-конференции 5 сентября.
4 апреля 2006 года российский олигарх Борис Березовский подал иск в Высокий суд Лондона против кандидатов в народные депутаты Александра Третьякова и Давида Жвании. Березовский требовал отчёта об использовании 22,85 млн долларов, которые он перечислил в 2004 году на «развитие демократии» компаниями Elgrade Limited и Goldstar Agency, которые считались близкими к Жвании и Третьякову. Олигарх отметил, что у него возникли сомнения в том, на что были потрачены эти деньги, после того как Жвания и Третьяков «опровергли, что он вообще финансировал демократические институты».
Позже межведомственная следственная комиссия заявила об отсутствии каких-либо фактов, подтверждающих обвинения в коррупции, и не нашла никаких злоупотреблений. Безосновательность обвинений подтвердили и две временные следственные комиссии Верховной рады (осенью 2005 года и в марте 2006 года). Третьяков в 2005—2006 годах выиграл суды всех инстанций по искам о защите чести и достоинства в связи с обвинениями в коррупции.
В декабре 2005 года Третьяков стал внештатным советником президента Украины и занимал эту должность до октября 2006 года, когда написал заявление об отставке в связи с несогласием с кадровой политикой президента.
В марте 2006 года Третьяков избирался в Верховную раду V созыва. Весной 2007 года в составе группы 150 депутатов написал заявление о досрочном прекращении депутатских полномочий, что дало возможность Ющенко распустить парламент и назначить внеочередные выборы.
В октябре 2007 года на внеочередных парламентских выборах в третий раз стал депутатом Верховной рады по спискам блока «Наша Украина — Народная самооборона» от партии «Наша Украина». В Верховной раде VI созыва занимал должность заместителя руководителя фракции НУ-НС, первого заместителя главы транспортного комитета. Являлся активным сторонником демократической коалиции, одним из ключевых лоббистов создания коалиции НУ-НС — БЮТ в декабре 2007 года и НУ-НС — БЮТ — Блок Литвина в ноябре 2008 года.
В Верховной раде IV, V и VI созывов принимал участие в создании Межпарламентской ассамблеи Верховной рады и Сейма Литовской Республики и являлся её сопредседателем с украинской стороны.
В феврале 2010 года накануне второго тура президентских выборов вышел из партии «Наша Украина» в знак протеста против внесения изменений в закон «О выборах президента Украины», когда за несколько дней до голосования были изменены правила формирования комиссий, что создавало условия для злоупотреблений. Тогда часть депутатов фракции НУ-НС от партии «Наша Украина» проголосовала вместе с Партией регионов за этот закон, а Ющенко подписал его.
После победы Виктора Януковича на президентских выборах Третьяков перешёл в оппозицию.
На парламентских выборах 2012 года баллотировался по 218 округу города Киева, где уступил кандидату от «Батькивщины» Владимиру Арьеву.
На парламентских выборах 2014 года баллотировался от Блока Петра Порошенко в округе 219 (город Киев), где и стал победителем (44,91 %, 39 986 голосов)
На досрочных парламентских выборах 2019 года баллотировался по 219 мажоритарному округу, получив 23,86 % (18 320 голосов). Уступил кандидату от партии «Слуга народа» Николаю Тищенко (30,88 %, 23 702 голосов).

## Политическая деятельность после 2012 года
На парламентских выборах 2012 года баллотировался в качестве беспартийного самовыдвиженца в народные депутаты Украины по киевскому округу № 218 (Святошинский район). По результатам голосования занял второе место, получив 23 тыс. голосов (25,77 %), уступив кандидату от «Батькивщины» Владимиру Арьеву. Победивший кандидат обвинил Третьякова в том, что тот требовал снять свою кандидатуру за денежное вознаграждение.
В 2013—2014 годах активно поддерживал Евромайдан, закупил около 500 бронежилетов, тысячи мешков для строительства баррикад, палатки, спальные мешки, одежду и пр. Офис Третьякова на Подоле принимал протестующих для обогрева и ночлега, там находились активисты «Правого сектора», милиционеры из Львовской области и другие активисты. С начала войны в Донбассе закупал амуницию для добровольческих батальонов в зоне силовой операции, оказывал финансовую поддержку семьям участников силовой операции из Святошинского района Киева.
На Майдане делал то же, что и все. Но на сцену не поднимался, как и в 2004-м. Считаю, что больше пользы принесу вне сцены. Сегодня помогаю добровольческому батальону «Азов», 72-й Белоцерковской бригаде, 128-й Мукачевской бригаде, 12-му Киевскому территориальному батальону, «Правому сектору»
На внеочередных выборах в Верховную раду в октябре 2014 года выдвинулся по одномандатному округу № 219 (Киев) в том же Святошинском районе столицы от «Блока Петра Порошенко» и уверенно победил, получив 44,91 % голосов.
В Верховной раде VIII созыва возглавляет Комитет по вопросам ветеранов, участников боевых действий, участников антитеррористической операции и людей с инвалидностью. В своих первых законодательных инициативах поднимает вопросы обеспечения надлежащей социальной защиты участников силовой операции в Донбассе, волонтёров, членов добровольческих формирований, предоставления им соответствующих статусов участников боевых действий, участников войны, инвалидов войны. Возглавляемый Третьяковым Комитет ВР рекомендовал к принятию Закон о внесении изменений в закон Украины «О статусе ветеранов войны, гарантиях их социальной защиты», который определил отдельный статус «Пострадавший участник Революции достоинства», а также урегулировал льготы и гарантии их социальной защиты. 21 ноября этот закон был подписан Президентом Украины.
Как утверждает «РБК-Украина», в апреле 2016 года Третьяков сумел пролоббировать кандидатуру своего ставленника — Вадима Черныша — на пост министра по вопросам антитеррористической операции в правительство Гройсмана.
В 2017 году электронная декларация Александра Третьякова за 2015/2016 года одной из первых среди народных депутатов прошла полную проверку в Национальном агентстве по вопросам предотвращения коррупции. В ходе проверки признаков незаконного обогащения не было выявлено.
Александр Третьяков регулярно публикует отчеты своей работы в парламенте.
В январе 2018 года общественная сеть «Опора» включила Александра Третьякова в тройку наиболее эффективных глав Комитетов Верховной Рады. У Третьякова самый высокий показатель законодательной эффективности — 22 принятых из 62 инициированных законопроектов.
Выступал за создание на Украине Министерства по делам ветеранов, аналогичное действующим ведомствам в США, Канаде, Австралии, Хорватии и других странах: «Необходимо срочно разработать действенный механизм реализации соцзащиты в этой сфере и создать один государственный орган, который будет нести ответственность за эффективную реализацию государственной стратегии социальной защиты ветеранов».
18 января 2018 представители профильного комитета зарегистрировали в Верховной раде постановление об обращении Рады к Кабинету Министров о создании Министерства по делам ветеранов, и 27 февраля это постановление было принято парламентом.
Инициативу создания министерства поддержали спикер парламента Андрей Парубий, президент Украины Пётр Порошенко. Посол США на Украине Мари Йованович в августе 2018 года заявила: «Решение создать Министерство по делам ветеранов было важным шагом. Процесс его формирования может стать хорошим примером сотрудничества правительства и гражданского общества». 22 ноября министром по делам ветеранов была назначена Ирина Фриз, а 28 ноября Кабинет Министров Украины утвердил создание Министерства по делам ветеранов .
1 ноября 2018 года были введены российские санкции против 322 граждан Украины, включая Александра Третьякова.

## Политические взгляды
Сторонник евроинтеграции Украины, называл ошибкой отказ от евроатлантической интеграции (в 2008 на саммите в Бухаресте Украину не присоединили к «Плану действий по членству в НАТО», а в 2010 году, после прихода к власти Виктора Януковича, Верховная Рада проголосовала за исключение из приоритетов национальных интересов интеграцию Украины в евроатлантическое пространство безопасности). Уверен, что присоединение Украины к НАТО обеспечит безопасность страны, её независимость и суверенитет.
Выступал против участия Виктора Ющенко в президентских выборах 2010 года. По мнению Третьякова, главной миссией Ющенко в 2010 году было проведение честных выборов, но демократический лагерь должен был представлять единый рейтинговый кандидат — на тот период, это была Юлия Тимошенко.
Жёстко критикует любые проявления сепаратизма, выступает за единую соборную Украину.
Является сторонником децентрализации власти, предоставления местным советам широких полномочий и ограничения количества поступлений из областных бюджетов в центральную казну.

## Награды и звания
- Награждён крестом командора ордена «За заслуги перед Литвой» (июнь 2004).
- Государственный служащий 1 ранга (май 2005).
- Наградное оружие — пистолет «Glock 17» (13 февраля 2015)[36].

## Личная жизнь
Мать — Третьякова Людмила Ивановна (род. 1946). С 1991 года женат на Третьяковой Алле Феодосиевне (род. 1969). Воспитывает дочь Дарью (род. 2003) и двоих сыновей — Егора и Даниила (род. 2008).